# Fanfare
《Fanfare (팡파레)》 SF9의 데뷔 앨범 타이틀곡 ‘팡파레(Fanfare)’는 트랩 힙합과 일렉트로닉 요소가 섞인 타이트하면서도 화려한 곡이다. 심장을 울리는 듯한 강렬함을 팡파레로 표현하며 SF9의 포부를 빗대어 보여준다. 귓가에 오래도록 맴돌 중독성 짙은 멜로디와 댄서블한 힙합 트랙으로 이루어진 이 곡은 듣는 이들에게 세련된 매력을 선사한다. 특히 팡파레라는 흔하지 않은 소재를 녹여내 SF9만의 차별화된 매력과 재치도 엿볼 수 있다. 강렬한 비트 위에 발산되는 그들의 패기 넘치는 에너지가 과감하게 표현되고 있다.